# Maurizio Pistocchi
Maurizio Pistocchi (Cesena, 14 aprile 1956) è un giornalista, conduttore televisivo e opinionista italiano.

## Biografia
Inizia la propria carriera giornalistica nel 1975 quando inizia a collaborare con Il Resto del Carlino. Nel 1978 è corrispondente per Il Giornale da Cesena, dove lavora anche per il Cesena Calcio in qualità di dirigente accompagnatore della squadra Primavera, affiancando dal 1979 al 1981 l'allora sconosciuto Arrigo Sacchi. Entrato nella redazione sportiva di Fininvest nel 1986, nel biennio 1990-1991 prima svolge il ruolo di inviato al campionato del mondo 1990 e poi commenta il mondiale Under-20 nell'estate dell'anno successivo per Tele Capodistria.
Negli anni 1990 continua a lavorare in programmi sportivi televisivi, affiancando anche Maurizio Mosca ne L'appello del martedì. Prosegue il suo lavoro di giornalista e opinionista, specialmente nei programmi di Italia 1, fino all'agosto 2017, quando viene rimosso dai ruoli nei programmi Mediaset restando nella redazione di Premium Sport e Sport Mediaset.
Nel 2021 lascia Mediaset dopo 35 anni.

## Televisione
- Pressing
- Guida al campionato

## Opere
- Juventopoli. Scudetti falsati & altre storie poco edificanti, con Paolo Ziliani, Milano, Piemme, 2023, ISBN 978-88-585-3137-2.